# Saint-Jean-Froidmentel

Saint-Jean-Froidmentel este o comună în departamentul Loir-et-Cher, Franța. În 1 ianuarie 2022 avea o populație de 507 de locuitori.